# 8697 Olofsson
8697 Olofsson är en asteroid i huvudbältet som upptäcktes den 21 mars 1993 i samband med det svenska projektet UESAC. Den fick den preliminära beteckningen 1993 FT23 och  namngavs senare efter en av medarbetarna vid Uppsalaobservatoriet, Kjell Olofsson.
Den tillhör asteroidgruppen Themis.
Olofssons senaste periheliepassage skedde den 17 januari 2022.